# Ji Wei
Ji Wei (chinesisch 紀偉 / 纪伟, Pinyin Jǐ Wěi, * 5. Februar 1984 in Tianjin) ist ein chinesischer Hürdenläufer, der sich auf die 110-Meter-Distanz spezialisiert hat.
Bei den Olympischen Spielen 2008 in Peking erreichte er das Viertelfinale. Im Jahr darauf wurde er Achter bei den Leichtathletik-Weltmeisterschaften in Berlin.
Ji Wei ist 1,95 m groß und wiegt 89 kg. Er wird von Cai Min trainiert und startet für das PLA Sports Team.

## Persönliche Bestzeiten
- 60 m Hürden: 7,69 s, 1. November 2009, Hanoi
- 110 m Hürden: 13,40 s, 20. September 2007, Ürümqi